# Bahnhof Luzern Verkehrshaus

Der Bahnhof Luzern Verkehrshaus ist nach dem Bahnhof Luzern der zweitgrösste Bahnhof Luzerns. Er liegt an der Bahnstrecke Luzern–Immensee und wird von Voralpen-Express-Zügen und der Linie S3 der S-Bahn Luzern bedient. Das namensgebende Verkehrshaus der Schweiz liegt auf der anderen Strassenseite der Haldenstrasse gegenüber dem Bahnhof.

## Geschichte
Der Bahnhof wurde per Fahrplanwechsel 2007 eröffnet. Die Eröffnung der Station war ein lange gehegter Wunsch des Verkehrshauses. Zur Feier der Eröffnung und anlässlich des 125-Jahr-Jubiläums der Gotthardbahn wurde ein ICN auf den Namen Louis Favre – der Erbauer des Gotthardtunnels – von Taufpate Samuel Schmid getauft.
Davor befand sich an dieser Stelle die Dienststation Würzenbach, die neben den beiden Kreuzungsgleisen auch ein Abstellgleis besass. Auf diesem stand jahrelang die SBB Ae 8/14 11852.

## Lage und Architektur

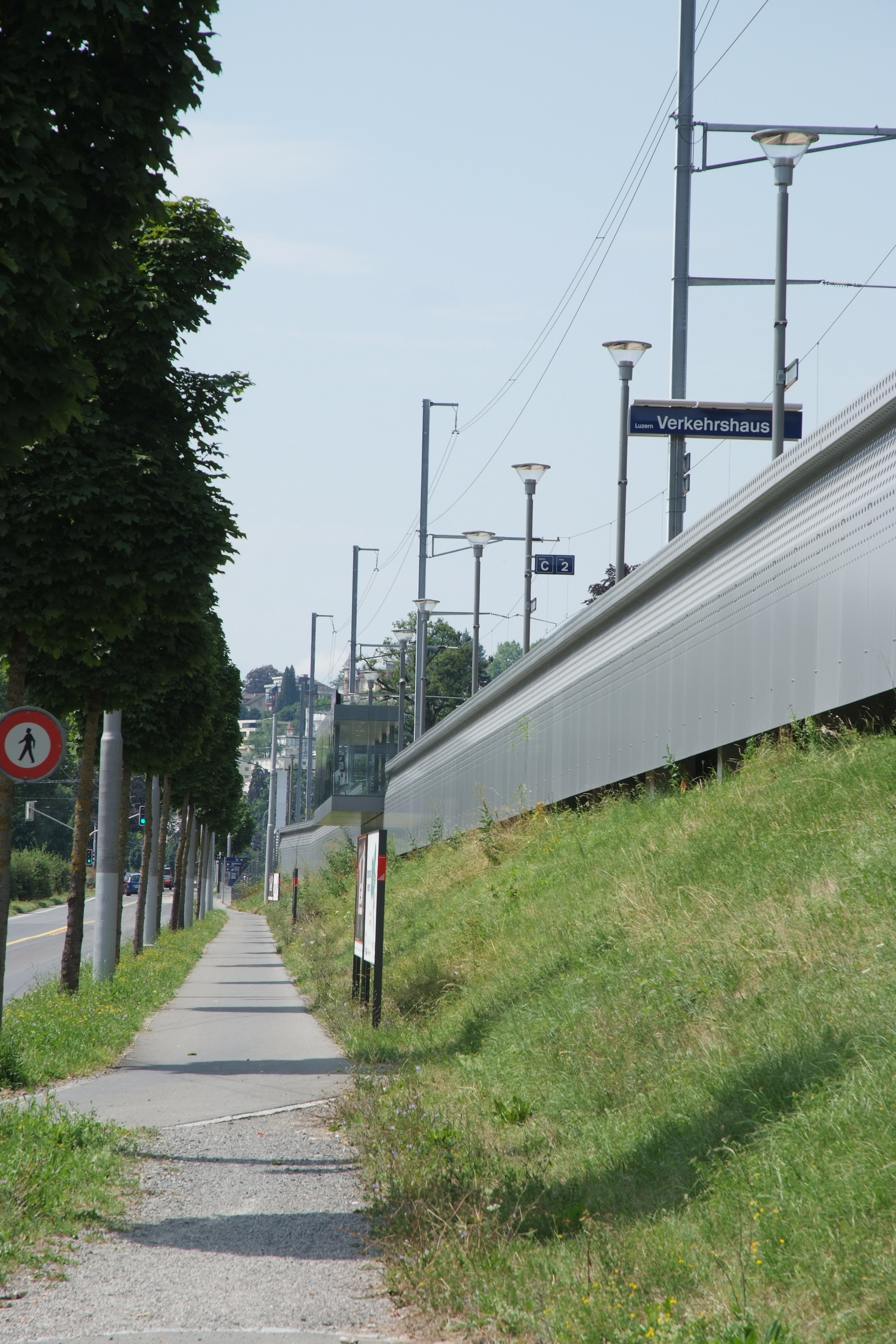
Ansicht von der Haldenstrasse (2013)

Der Bahnhof liegt im Stadtteil Würzenbach am Vierwaldstättersee parallel zum namensgebenden Verkehrshaus. Weitere Bahnhöfe (aus betrieblicher Sicht) an der Bahnstrecke Luzern–Immensee sind Meggen Zentrum, Meggen und Küssnacht am Rigi. Die beiden Geleise werden mit zwei Seitenbahnsteigen erschlossen, an denen sich Abgänge auf Strassenniveau befinden. Neben dem Verkehrshaus erschliesst der Bahnhof auch noch die Quartiere Würzenbach und Bellerive. In unmittelbarer Nachbarschaft befindet sich auch die Anlegestelle Verkehrshaus Lido der Schifffahrtsgesellschaft Vierwaldstättersee.

## Verkehr

### Fernverkehr
- St. Gallen ‒ Herisau ‒ Wattwil ‒ Rapperswil ‒ Pfäffikon SZ ‒ Arth-Goldau ‒ Küssnacht am Rigi ‒ Luzern  FS  Voralpen-Express

### S-Bahn
- S 3 Luzern – Brunnen

## Trivia
- Nach dem Brand des Luzerner Hauptbahnhofes 1971 sah eine Neubauvariante den neuen Grossbahnhof der Stadt auf dem Areal des heutigen Verkehrshaus-Bahnhofes in der Variante eines Durchgangsbahnhofes vor, bei dem die Strecken aus Zürich und Arth-Goldau zusammenlaufen würden. Die Strecken aus Basel und Bern sollten via Tunnelstrecke ebenfalls zum Verkehrshaus geführt werden, wobei in der Stadt die Züge an einem unterirdischen Bahnhof angehalten hätten.
- In den Medien wird Luzern Verkehrshaus oftmals als S-Bahn-Haltestelle bezeichnet, jedoch ist die Station aus betrieblicher Sicht ein Bahnhof, da sich auf Bahnhofsgebiet die Weichen für die Ausweiche befinden.